# Präsidentschaftswahl in Estland 1996

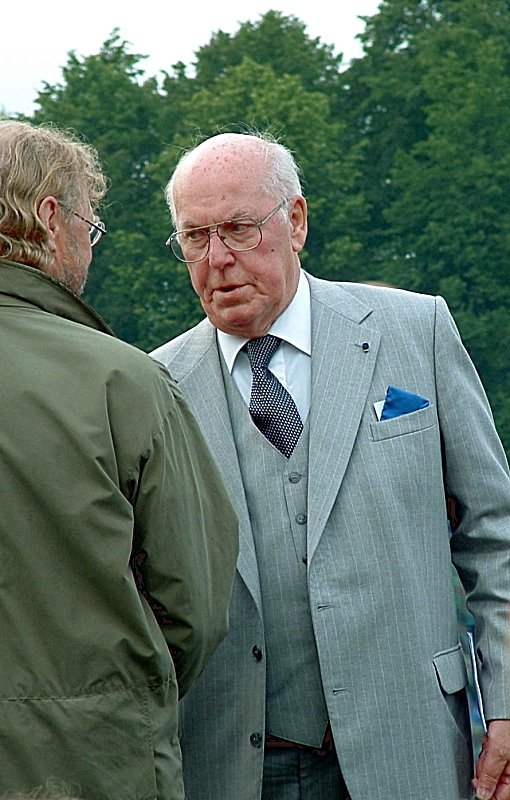
Lennart Meri wurde 1996 für eine zweite Amtszeit wiedergewählt

Die Präsidentschaftswahl in Estland 1996 fand vom 26. August bis zum 20. September statt. Der bisherige Amtsinhaber, Staatspräsident Lennart Meri, wurde darin in seinem Amt bestätigt.

## Hintergrund
Estland erklärte im August 1991 die Loslösung von der Sowjetunion und die Wiederherstellung seiner staatlichen Unabhängigkeit. Zum ersten Staatspräsidenten nach Wiedererlangung der Souveränität wurde im Oktober 1992 Lennart Meri (1929–2006) gewählt.
Die Präsidentschaftswahl 1996 fand im Wesentlichen zwischen dem amtierenden Staatspräsidenten Lennart Meri und seinem Herausforderer, dem ehemaligen Vorsitzenden des Obersten Sowjets Arnold Rüütel statt.

## Parlament
Nach § 79 der estnischen Verfassung von 1992 ist zunächst das Parlament (Riigikogu) zur Wahl des Staatsoberhaupts berufen. Ein Kandidat benötigt zur Wahl 68 Ja-Stimmen der 101 Parlamentarier. Drei Wahlgänge sind möglich. 1996 gelang es keinem der Bewerber, im Parlament die notwendige Mehrheit auf sich zu vereinigen.
| Kandidat      | 1. Wahlgang | 2. Wahlgang | 3. Wahlgang |
| ------------- | ----------- | ----------- | ----------- |
| Lennart Meri  | 45          | 49          | 52          |
| Arnold Rüütel | 34          | 34          | 32          |

## Wahlversammlung
Daher kam am 20. September 1996 gemäß der estnischen Verfassung eine besondere Wahlversammlung (valimiskogu) im Konzerthaus Estonia in Tallinn zusammen. Sie bestand aus den Abgeordneten des estnischen Parlaments sowie 273 Wahlmännern und -frauen, die von den kommunalen Gebietskörperschaften (Städten und Gemeinden) entsandt wurden.
In der Wahlversammlung ist zum Staatspräsidenten gewählt, wer mehr als die Hälfte der abgegebenen Stimmen der 374 Mitglieder der Wahlversammlung auf sich vereinigen kann.

### Erster Wahlgang
Im ersten Wahlgang traten fünf Kandidaten gegeneinander an. Von ihnen konnte keiner die für die Wahl notwendige Mehrheit erreichen.
| Kandidat      | Ja-Stimmen |
| ------------- | ---------- |
| Tunne Kelam   | 76         |
| Lennart Meri  | 139        |
| Siiri Oviir   | 25         |
| Arnold Rüütel | 85         |
| Enn Tõugu     | 47         |

### Zweiter Wahlgang
Die beiden Bestplatzierten, Lennart Meri und Arnold Rüütel, standen sich am selben Tag in einem zweiten Wahlgang gegenüber. Darin konnte sich Lennart Meri mit 196 Ja-Stimmen gegen seinen Herausforderer Arnold Rüütel (126 Ja-Stimmen) durchsetzen.

## 2001
Lennart Meris zweite Amtszeit endete 2001. Bei der anstehenden Präsidentschaftswahl konnte sich dann Arnold Rüütel durchsetzen und wurde Meris Nachfolger im Amt des Staatspräsidentes.